# Fábio Coentrão
Fábio Alexandre Silva Coentrão (Vila do Conde, 11. ožujka 1988.) je bivši portugalski nogometaš koji je igrao na poziciji lijevog beka.

## Klupska karijera

### Rio Ave
Coentrão se rodio u Vili do Conde. Sa 16 godina počinje nastupati za klub iz rodnog grada, Rio Ave. Imao je više dobrih sezona u Rio Aveu i dobio je nadimak mali Figo. Od igrača, novinara i trenera Coentrão je izabran kao najveća mlada nada Portugalske lige. Nakon što je se iskazao u dobrom svijetlu privlači pažnje "portugalskih nogometnih divova" Sportinga i Benfice. Nedugo nakon toga on potpisuje ugovor s Benficom.

### Benfica
Coentrão se priključio Benfici 1. siječnja 2008. godine no ondje se nije mnogo naigrao. Coentrão je iz kluba otišao na tri posudbe: u Nacional, Zaragozu i Rio Ave. U ljeto 2009. produžuje ugovor s Benficom do 2015. godine. Nakon nekoliko odigranih utakmica na poziciji lijevog beka on postiže svoj prvi europski pogodak. Bilo je to 2. prosinca protiv Bate Borisova.

### Real Madrid
Dana 5. srpnja 2011. godine nakon dužih pregovora, Coentrão potpisuje za Real Madrid. Potpisao je šestogodišnji ugovor vrijedan 30 milijuna €. Već na Realovim ljetnim pripremama Coentrão ulazi protiv LA Galaxyja. Prvi službeni debi bio je u prvoj utakmici Španjolskog superkupa protiv Barcelone.
Svoj prvi ligaški debi odigrao je 28. kolovoza protiv svog bivšeg kluba Zaragoze. Tu je utakmicu Real pobijedio 6:0, a Coentrão je odigrao svih 90 minuta.

### AS Monaco FC
U kolovozu 2015. godine, Real Madrid je portugalskog veznjaka poslao na posudbu u Monaco. Coentrão je tad već bio četiri u madridskom klubu, ali zbog brojnih ozljeda je izgubio svoje mjesto u prvih jedanaest. Nakon posudbe je se Portugalac vratio u Real Madrid.

### Sporting Lisabon
U srpnju 2017. godine je Portugalac po drugi put poslan na posudbu u Sporting.

## Reprezentativna karijera
Coentrão je igrao sve portugalske uzraste u reprezentaciji od do 18 do izabrane vrste. Prvi poziv dobio je u studenom 2009. Svoj debi u reprezentaciji doživio je 14. studenoga protiv Bosne i Hercegovine.
Dana 10. kolovoza 2011. godine postiže svoj prvijenac u nacionalnom dresu. Bilo je to protiv Luksemburga u pobjedi 5:0.
Portugalski nogometni izbornik objavio je u svibnju 2016. godine popis za nastup na Europskom prvenstvu u Francuskoj, s kojeg je izostavio Coentrãoa zbog ozljede.

## Počasti

### Benfica
- Portugalska liga (1): 2010.
- Portugalski liga-kup (2): 2010., 2011.

### Real Madrid
- La Liga (1): 2012.
- Španjolski superkup (1): 2012.
- Kup kralja (1): 2014.
- Liga prvaka (1): 2014.
- UEFA Superkup (1) : 2014.

## Vanjske poveznice
- Real Madrid official profile
- Stats and profile at Zerozero
- Stats at ForaDeJogo  Arhivirana inačica izvorne stranice od 12. ožujka 2014. (Wayback Machine)
- BDFutbol profile
- 2010 FIFA World Cup profile  Arhivirana inačica izvorne stranice od 3. ožujka 2012. (Wayback Machine)
- Transfermarkt profile